# Dombach (Onolzbach)
Der Dombach ist ein etwa 4 km langer, südwestlicher und rechter Zufluss des Onolzbachs in der mittelfränkischen Stadt Ansbach.

## Name
Der Dombach hieß noch im 14. Jahrhundert Tanbach (= Tannenbach). Daraus wurde im 15. Jahrhundert Tambach und in Urkunden des 18. Jahrhunderts die heutige Schreibweise Dombach. Von dem Bachnamen leitet sich der Name des Orts Dombach im Loch (= im Versteck) ab. Anders ist dagegen der Name des 4 km westlich gelegenen Ortes Oberdombach aus dem Personennamen Tunno entstanden: Tunnenbach = Bach des Tunno (heute Höllmühlbach).

## Geographie

### Verlauf
Der Dombach entspringt westlich des Ansbacher Gemeindeteils Dombach im Loch auf etwa 483 m ü. NHN ca. 180 m südlich der Staatsstraße St 1066 (frühere B 14) von Crailsheim nach Ansbach. Der Bach fließt überwiegend in Richtung Nordosten parallel zur Staatsstraße 1066.
Er entspringt bei der Biogasanlage oberhalb von Dombach im Loch an der Laurentiusstraße aus Richtung Elpersdorf. Nach den ersten drei Wohnhäusern von Dombach im Loch speist er dessen Feuerlöschteich.
Er fließt dann im Wiesengrund, dem Dombacher Grund, zwischen dem Ansbacher Stadtwald mit dem Zeilberg im Norden und der Feuchtlach im Süden. Er nimmt von rechts einen kurzen Bach aus dem Teufelsgraben und von links das Wasser aus den beiden Dombacher Weihern auf, bevor er die Schneise der Hochspannungsleitung quert. Bis zur Bebauungsgrenze der Ansbacher Kernstadt verläuft er im Dombacher Grund, einem beliebten Naherholungsgebiet der dicht bebauten Dombachsiedlung. In der Kernstadt fließt er zwischen der Dombachstraße und der Oberhäuserstraße bis zur Fischerstraße. Von dort an ist er eingedolt unter der Fischerstraße, der Kanalstraße und der Maximilianstraße verborgen.
Er mündet gegenüber dem Herrieder Tor auf 403 m ü. NHN in den ebenfalls eingedohlten Onolzbach.

### Einzugsgebiet
Das Einzugsgebiet des Dombachs ist etwa 6 km² groß. Naturräumlich gesehen liegt es auf den Bibert-Schwabach-Rezat-Platten, einem Teil des Unterraums Südliche Mittelfränkische Platten des Mittelfränkischen Beckens. Mit etwa 506 m ü. NHN ist es am höchsten an seiner Westspitze beim Trinkwasserspeicher im Südosten von Elpersdorf. Es liegt vollständig im Gebiet der Stadt Ansbach. Im oberen Teil ist das Tal geprägt durch den Wiesengrund, der zu beiden Seiten von bewaldeten Hängen begrenzt wird. Der untere Teil liegt im Talkessel von Ansbach, der vollständig bebaut ist.
Reihum grenzen die Einzugsgebiete der folgenden Nachbargewässer an:
- im Westen jenseits der Europäischen Hauptwasserscheide der Altmühlzufluss Käferbach;
- Im Norden der aufnehmende Onolzbach;
- im Süden der Silberbach, der zur Rezat fließt.[4]

### BayernAtlas („BA“)
Amtliche Online-Gewässerkarte mit passendem Ausschnitt und den hier benutzten Layern: Lauf und Einzugsgebiet des Dombachs

Allgemeiner Einstieg ohne Voreinstellungen und Layer: BayernAtlas der Bayerischen Staatsregierung (Hinweise)
1. 1 2 3 4  Höhe abgefragt auf dem Hintergrundlayer Amtliche Karte (Rechtsklick).
2. ↑  Länge abgemessen auf dem Hintergrundlayer Amtliche Karte.
3. ↑  Einzugsgebiet abgemessen auf dem Hintergrundlayer Amtliche Karte.

### Sonstige
1. ↑  Elisabeth Fechter: Die Ortsnamen des Landkreises Ansbach. Inaugural-Dissertation. Erlangen 25. Juli 1955, DNB 480570132, OCLC 872378821, S. 66, 147 (212 S.).
2. ↑  Relation: Dombach (16406235). In: OpenStreetMap. OSM, abgerufen am 1. Oktober 2023.
3. ↑  Franz Tichy: Geographische Landesaufnahme: Die naturräumlichen Einheiten auf Blatt 163 Nürnberg. Bundesanstalt für Landeskunde, Bad Godesberg 1973. → Online-Karte (PDF; 4,0 MB)
4. ↑  Quellschüttung Regnitz. In: Gewässerkundlicher Dienst Bayern. Bayerisches Landesamt für Umwelt, 2023, abgerufen am 27. Juli 2023.